# Kalkkimäki ja Laukmäki
Kalkkimäki ja Laukmäki este o arie protejată (arie specială de conservare — SAC, sit de importanță comunitară — SCI) din Finlanda întinsă pe o suprafață de 67 ha, integral pe uscat.

## Localizare
Centrul sitului Kalkkimäki ja Laukmäki este situat la coordonatele 60°11′50″N 23°39′58″E / 60.1972°N 23.6661°E.

## Înființare
Situl Kalkkimäki ja Laukmäki a fost declarat sit de importanță comunitară în august 1998 pentru a proteja 1 specie de animale. Situl a fost protejat și ca arie specială de conservare în aprilie 2015.

## Biodiversitate
Situată în ecoregiunea boreală, aria protejată conține 7 habitate naturale: Alvar nordic și șisturi calcaroase precambriene, Mlaștini alcaline, Pante stâncoase calcaroase cu vegetație casmofită, Pante stâncoase silicioase cu vegetație casmofită, Taiga vestică, Păduri fino-scandinave bogate în ierburi cu Picea abies, Mlaștini împădurite.
La baza desemnării sitului se află o specie protejată de  mamifere: veveriță zburătoare siberiană (Pteromys volans).
Pe lângă speciile protejate, pe teritoriul sitului au mai fost identificate 2 specii de plante.